# Jatropha cardiophylla
Jatropha cardiophylla är en törelväxtart som först beskrevs av John Torrey, och fick sitt nu gällande namn av Johannes Müller Argoviensis. Jatropha cardiophylla ingår i släktet Jatropha och familjen törelväxter. Inga underarter finns listade i Catalogue of Life.